# 무한주의
무한주의 (無限主義)는 지식이 근거의 무한 연쇄에 의해 정당화 될 수 있다는 시점이다. 그것은 지식의 가능성, 자연, 수단을 고려해 철학의 분기 중 인식론에 속한다.

## 같이 보기
- 가류주의
- 유한주의
- 관점주의
- 퇴행 논쟁
- 상대주의